# 監査品質センター

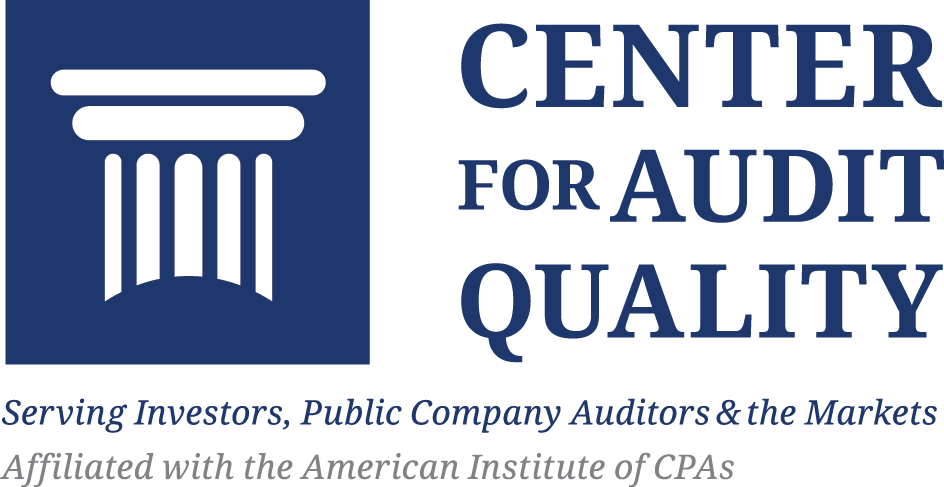
CAQ logo

監査品質センター(かんさひんしつセンター、The Center for Audit Quality、CAQ)は、ワシントンD.Cにある自治的で(autonomous)無党派な(non-partisan)非営利公共政策支援団体(nonprofit public policy advocacy organization) である。

## 概要
AICPAと提携している。CAQは「公開会社の監査人による高い品質の業務を発展させることで、投資家の信頼性(investor confidence)を高め、国際的な資本市場における公共の信頼(public trust)ために尽力する。具体的には、訴訟や介入を要求される重要な問題の議論を発展させるために、他の利害関係者を集め協力させる。また、公開会社の監査人の客観性、有効性、動的な市場環境に対する反応力を促進させる政策や基準を支持する」2007年に設立し、CAQの初代事務局長には、米国のビジネスリーダーであり前職は証券に関する弁護士であった Cynthia M. Fornelliが就任した。

## 会員と組織構造
CAQは独立運営されており、完全に会員による資金提供で運営されている。CAQの会員は、公開会社会計監督委員会(Public Company Accounting Oversight Board、PCAOB)によって登録された米国の会計事務所によって構成されている。準会員は、PCAOBに登録されていない米国の会計事務所なら登録できる。CAQは国際的な会計事務所の出資も募集している。

## 政策課題
CAQは、規制機関や監査基準・会計基準の設定主体と協力して政策提案や公開会社の監査の課題に携わっている。それらの問題を議論し、構成員の立場を共有し、人員を計画を策定するために、CAQは会員である会計事務所の公開討論の場を開催することもある。CAQは以下のような幅広い公共政策の課題に取り組んでいる。
- 監査人の監査報告モデル(The auditor's reporting model)
- 監査品質指標(Audit quality indicators)
- 監査委員会の役割(The role of audit committees)
- 財務報告不正の抑止と摘発(Financial reporting fraud deterrence and detection)
- 会計上の見積りと公正価値(Accounting estimates and fair value)
- 金融情報の開示(Financial disclosure)
- 将来の監査人(Auditor of the future)
- データセキュリティとプライバシー(Data security and privacy)
- SOX法の実施とPCAOBの規則の制定(Sarbanes-Oxley Act implementation and PCAOB rulemaking)
- 国際財務報告基準(IFRS)
- 監査事務所の強制的なローテーション(Mandatory audit firm rotation)
- 継続企業の問題(Going concern)
- 監査契約パートナーの識別(Audit engagement partner identification)
- 企業統治(Corporate governance)
- 非GAAP会計測定値の企業利用(Company use of non-GAAP accounting measures)
- サイバーセキュリティ(Cybersecurity)
- 将来の監査専門職への情報ルート(Audit profession talent pipeline)

CAQ policy page はCAQの政策研究に関するより多くの情報を提供している。

## 監査、財務報告および企業統治に関する情報源
CAQは、公開会社の監査人による高い品質の業務の促進と投資家の信頼性の向上を目的として幅広い情報源を提供している。それらの情報源はガイドライン、報告書、ウェブキャスト、研究叢書を含む。例えば以下のようなものである。
- Professional Judgment Resource[2]
- CAQ comment letters[3]
- CAQ investor education video series[3]
- Annual Main Street Investor Survey (Conducted each year since 2007, the CAQ's Main Street Investor Survey gauges investor confidence in U.S. capital markets, global capital markets, audited financial information, and investing in U.S. publicly traded companies)

より多くの情報を得るためにCAQの resources ページを参照されたい。

## 研究
CAQは、公開会社監査および資本市場に関する新しい問題や重大な問題に対処するために、研究構想を促進し学術的な研究プロジェクトのための独立的な財源を提供している。 
2009年から研究諮問委員会を通じてCAQは監査に関するトピックについて独立的な年次研究プロジェクトを補助している。このトピックには監査品質、専門的判断、職業的懐疑心および監査の価値が含まれている。
2013年にCAQとアメリカ会計学会の監査部門は、会計と監査の学術研究者が監査事務所の職員を研究プロジェクトに参加させるアクセス能力を促進するためにデザインされた共同プログラムを策定した。 
他のCAQの研究活動には例えば以下のようなものがある。
- Intersecting Roles: Fostering Effective Working Relationships Among External Audit, Internal Audit, and the Audit Committee:[5]
- Audit Committee Transparency Barometer:[6]
- The Fraud-Resistant Organization:[7]
- The CAQ's 10th Annual Main Street Investor Survey
- Financial Restatement Trends in the United States: 2003-2012:[8]

CAQの研究情報はwebsiteで閲覧可能である。

## 理事会
理事会は公開会社の監査事務所の最高執行責任者およびAICPAの会長によって構成されている。また、公開会社監査から独立した３人の会員がCAQを率いている。
理事長
- Catherine M. Engelbert, CEO, Deloitte LLP

副理事長
- Joseph M. Adams, Managing Partner and CEO, RSM US LLP

理事 
- Wayne Berson, CEO, BDO USA, LLP
- Jeffrey Brown, Professor of Business and Dean, College of Business, University of Illinois at Urbana-Champaign
- Lynne Doughtie, U.S. Chairman and CEO- Elect, KPMG LLP
- Michele J. Hooper, President and CEO, The Directors’ Council
- Stephen R. Howe, Jr., U.S. Chairman and Americas Managing Partner, EY LLP
- J. Michael (Mike) McGuire, CEO, Grant Thornton LLP
- Barry Melancon, President and CEO, American Institute of CPAs
- James L. Powers, CEO, Crowe Horwath LLP
- Timothy F. Ryan, Chairman and Senior Partner, PricewaterhouseCoopers LLP
- Mary Schapiro, Vice Chairman Advisory Board, Promontory Financial Group